# Campionati mondiali di karate 1986
L'8ª edizione del campionato mondiale di karate si è svolta a Sydney nel 1986 ed è stata la prima a proporre la prova di kata a squadre. Hanno partecipato 890 karateka provenienti da 46 paesi.

## Medagliere
| Posizione | Nazione       | Oro | Argento | Bronzo | Totale |
| --------- | ------------- | --- | ------- | ------ | ------ |
| 1         | Giappone      | 5   | 7       | 2      | 14     |
| 2         | Regno Unito   | 2   | 3       | 2      | 7      |
| 3         | Francia       | 2   | 2       | 1      | 5      |
| 4         | Finlandia     | 2   | 0       | 2      | 4      |
| 5         | Paesi Bassi   | 2   | 0       | 1      | 3      |
| 6         | Svezia        | 1   | 0       | 1      | 2      |
| 7         | Taipei cinese | 1   | 0       | 0      | 1      |
| 8         | Italia        | 0   | 1       | 3      | 4      |
| 9         | Norvegia      | 0   | 1       | 1      | 2      |
| 10        | Brasile       | 0   | 1       | 0      | 1      |
| 11        | Australia     | 0   | 0       | 4      | 4      |
| 12        | Spagna        | 0   | 0       | 2      | 2      |
| 13        | Germania      | 0   | 0       | 1      | 1      |
| 13        | Belgio        | 0   | 0       | 1      | 1      |
| 13        | Canada        | 0   | 0       | 1      | 1      |
| 13        | Danimarca     | 0   | 0       | 1      | 1      |
| 13        | Stati Uniti   | 0   | 0       | 1      | 1      |
| 13        | Svizzera      | 0   | 0       | 1      | 1      |
| 13        | Jugoslavia    | 0   | 0       | 1      | 1      |

## Podi

### Kata
| Posizione | Karateka        |
| --------- | --------------- |
| 1         | Tsuguo Sakamoto |
| 2         | Tomoyuki Aihara |
| 3         | Dario Marchini  |

| Posizione | Karateka     |
| --------- | ------------ |
| 1         | Mie Nakayama |
| 2         | Hashimoto    |
| 3         | Seymour      |

| Posizione | Nazione    |
| --------- | ---------- |
| 1         | Giappone   |
| 2         | Francia    |
| 3         | Jugoslavia |

| Posizione | Nazione       |
| --------- | ------------- |
| 1         | Taipei cinese |
| 2         | Giappone      |
| 3         | Stati Uniti   |

### Kumite
| Posizione | Karateka      |
| --------- | ------------- |
| 1         | Hideto Nakano |
| 2         | Y. Uchi       |
| 3         | S. McKinnon   |
| 3         | R. Vallée     |

| Posizione | Karateka        |
| --------- | --------------- |
| 1         | Eizu Kondo      |
| 2         | Yuichi Suzuki   |
| 3         | Erik Piispa     |
| 3         | M. Van Reybroek |

| Posizione | Karateka      |
| --------- | ------------- |
| 1         | Thierry Masci |
| 2         | Kyo Hayashi   |
| 3         | Megro         |
| 3         | Monzon        |

| Posizione | Karateka        |
| --------- | --------------- |
| 1         | Kenneth Leeuwin |
| 2         | De Oliveira     |
| 3         | Lilovac         |
| 3         | Napier          |

| Posizione | Karateka            |
| --------- | ------------------- |
| 1         | Jacques Tapol       |
| 2         | Pat McKay           |
| 3         | José Manuel Egea    |
| 3         | Gianluca Guazzaroni |

| Posizione | Karateka      |
| --------- | ------------- |
| 1         | Vic Charles   |
| 2         | Jeff Thompson |
| 3         | Bura          |
| 3         | W. Rauch      |

| Posizione | Karateka           |
| --------- | ------------------ |
| 1         | Karl Dagfelt       |
| 2         | Claudio Guazzaroni |
| 3         | José Manuel Egea   |
| 3         | Dudley Josepa      |

| Posizione | Karateka    |
| --------- | ----------- |
| 1         | Sari Kauria |
| 2         | Yanagisawa  |
| 3         | Yuko Hasama |
| 3         | Sari Laine  |

| Posizione | Karateka       |
| --------- | -------------- |
| 1         | Rita Varelius  |
| 2         | Molly Samuels  |
| 3         | C. Ferguson    |
| 3         | Solveig Hansen |

| Posizione | Karateka        |
| --------- | --------------- |
| 1         | Guus van Mourik |
| 2         | Kari Lunde      |
| 3         | Yvette Bryan    |
| 3         | K. Kawano       |

| Posizione | Nazione     |
| --------- | ----------- |
| 1         | Regno Unito |
| 2         | Francia     |
| 3         | Italia      |
| 3         | Svezia      |

## Fonti
- (EN) Sito della Federazione Mondiale di Karate, su wkf.net.